# Perdyta (księżyc)
Perdyta (Uran XXV) – jeden z wewnętrznych księżyców Urana. Ma około 26 km średnicy. Jego orbita znajduje się pomiędzy orbitami większych satelitów – Belindy i Puka.

## Historia odkrycia
Tymczasowe oznaczenie S/1986 U10 sugeruje, że Perdyta została odkryta w 1986 roku przez sondę Voyager 2, razem z dziewięcioma innymi satelitami Urana. Jednak przez ponad dekadę nie rozpoznano, że na zdjęciach przesłanych przez sondę znajduje się nieznany dotąd księżyc. Dopiero w 1999 roku Erich Karkoschka z University of Arizona dostrzegł go na siedmiu zdjęciach wykonanych przez Voyagera 2 w dniach 18–23 stycznia. Ponieważ jednak, mimo kolejnych obserwacji, nie udało się potwierdzić istnienia nowego satelity, został on oficjalnie wykreślony ze spisu księżyców w 2001 roku.
Tymczasem w 2003 roku zdjęcia zrobione przez teleskop Hubble’a wychwyciły obiekt w miejscu, w którym spodziewano się ujrzeć S/1986 U 10, co uznano za potwierdzenie jego istnienia. Po kilku latach nadano mu nazwę Perdyta, od postaci ze sztuki Szekspira Zimowa opowieść; imię to pochodzi z łaciny i oznacza „zagubiona”, co jest także odniesieniem do historii jego odkrycia.